# Ville pontificie di Castel Gandolfo
Le Ville pontificie di Castel Gandolfo sono costruzioni erette in un'area di circa 55 ettari situata nei Castelli Romani, nella Città metropolitana di Roma Capitale, inclusa tra le zone extraterritoriali della Santa Sede in Italia.
Sono state concesse alla Santa Sede con i Patti Lateranensi del 1929 in quanto costituiscono la residenza suburbana frequentata dai papi fin dall'epoca di Urbano VIII (1623-1644).

## Storia

### Le preesistenze antiche

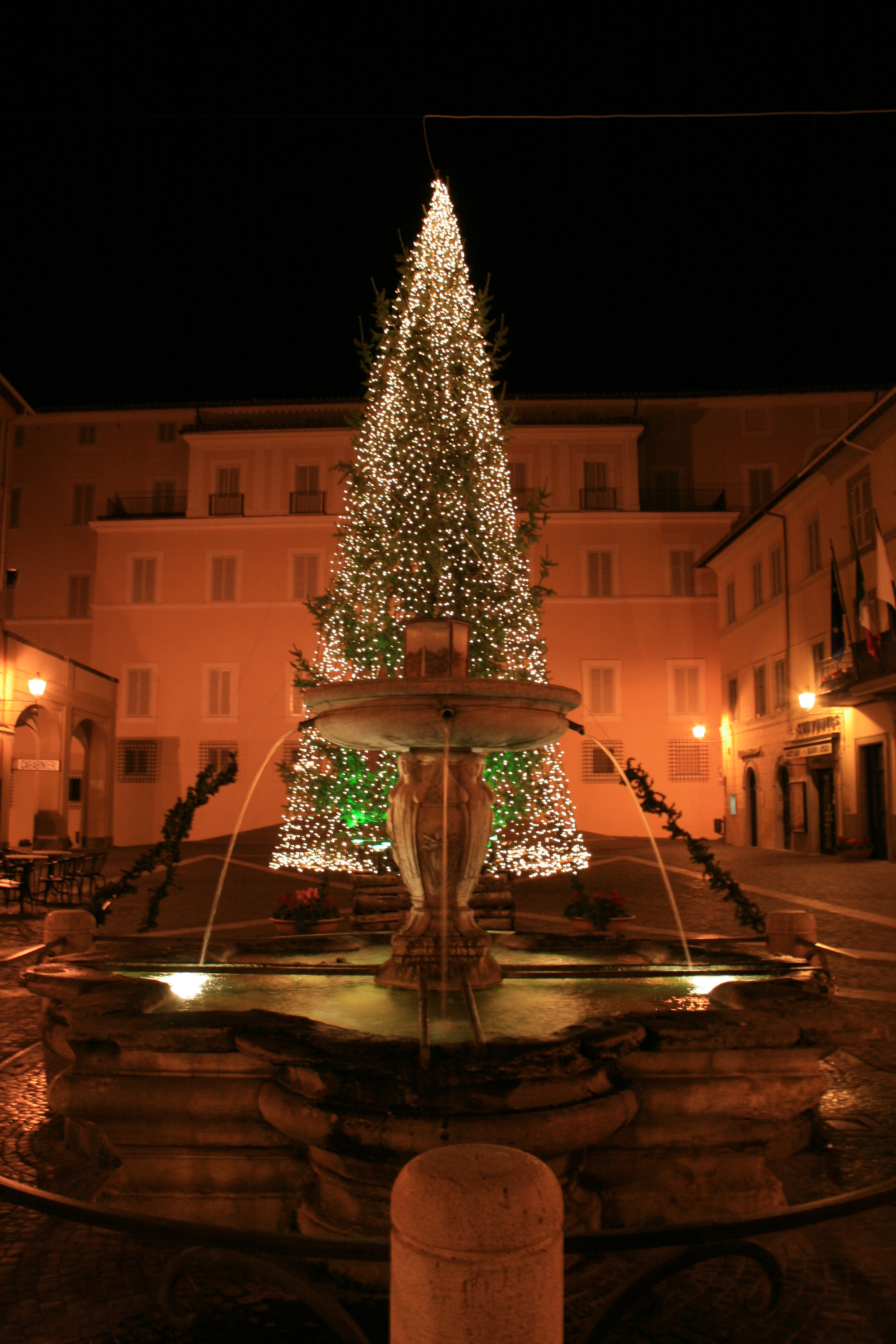
Albero di Natale in piazza della Libertà, davanti al Palazzo Pontificio (Natale 2006)

Il cratere del Vulcano Laziale collassò circa 150.000 anni fa dando vita a varie bocche vulcaniche più piccole, alcune spentesi semplicemente (Vallericcia, Valle Marciana) ed altre invase dall'acqua (lago Albano, lago di Nemi).
Le pendici del vulcano collassato divennero meta privilegiata del turismo residenziale del patriziato romano fin dall'età repubblicana. Nell'ager Albanus, così chiamato dal ricordo della leggendaria capitale latina, "madre" di Roma, Alba Longa, ci rimangono i resti di almeno due grandi ville repubblicane, attribuite a Publio Clodio Pulcro e Gneo Pompeo Magno. Altre ville più modeste sono state identificate sulle rive del lago Albano (almeno tre), in località Cavallacci ad Albano Laziale, a Costa Caselle presso Marino, a Palazzolo in comune di Rocca di Papa.
Tutte queste proprietà furono in un modo o nell'altro acquisite dal demanio, e sotto Ottaviano Augusto costituirono un'unica tenuta imperiale nota come Albanum Caesari. L'ultimo imperatore flavio, Domiziano, volle costruirsi una fastosa villa al centro di questa tenuta, in posizione panoramica sia sul lago che sulla pianura costiera sottostante. La villa fu frequentata fino all'epoca adrianea, e poi decadde. Settimio Severo edificò ai margini della proprietà l'accampamento dei suoi veterani della Legio II Parthica, i Castra Albana, di cui rimangono abbondanti resti nel centro storico di Albano Laziale.
Il Liber Pontificalis riferisce che sotto il pontificato di Silvestro I (314-335) l'imperatore Costantino I donò la villa ed altre proprietà imperiali sui Colli Albani alla basilica cattedrale di San Giovanni Battista (probabilmente l'antica cattedrale di Albano, oggi intitolata a san Pancrazio martire). Non sappiamo se la donazione sia vera o si tratti di un apocrifo (come la più nota donazione di Costantino), di certo la villa fu abbandonata, anche se forse la proprietà fu inclusa in qualche patrimonia o domusculta, istituti tipici dell'organizzazione agraria del Lazio altomedioevale.

### Dal Medioevo all'inizio del dominio camerario

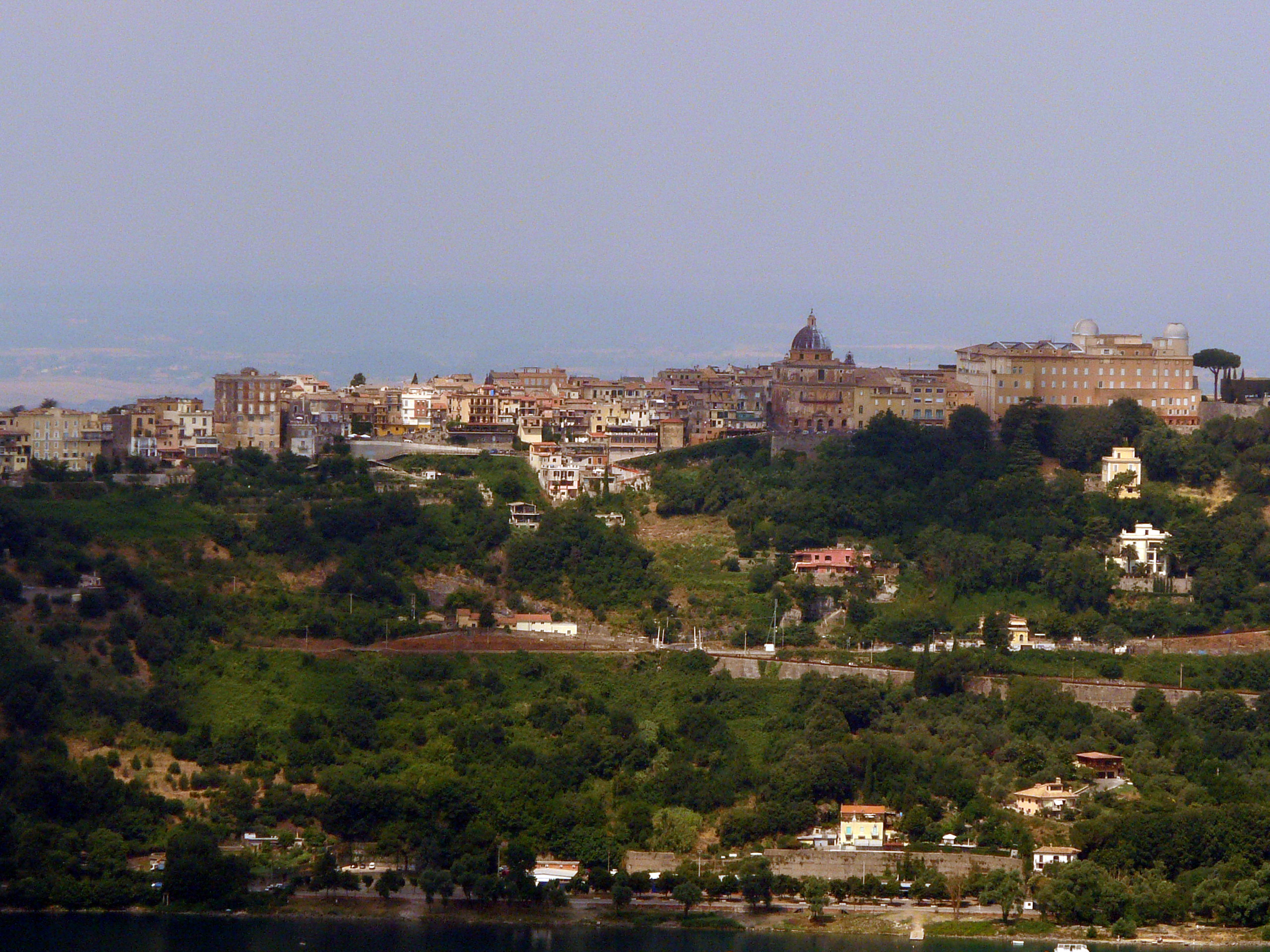
L'abitato di Castel Gandolfo

Nell'XI secolo il potente cenobio basiliano di Santa Maria di Grottaferrata aveva importanti interessi economici nella zona di Castel Gandolfo, che nasce e si sviluppa ai margini dell'antica proprietà imperiale e poi ecclesiastica, intorno ad una chiesa dedicata a San Michele Arcangelo, menzionata per la prima volta nel 1116.
In seguito, intorno alla prima metà del XIII secolo, il feudo viene occupato dai Gandolfi, una famiglia di nobili liguri, che lasciarono una traccia indelebile nel toponimo del luogo. Tra XIII e XIV secolo il castello fu oggetto di alterni passaggi di proprietà tra i Gandolfi, i Capizucchi ed i Savelli, la potente famiglia baronale romana, che entrò in possesso definitivamente di Castel Gandolfo all'inizio del Quattrocento, dopo il torbido periodo di anarchia che nei territori ecclesiastici coincise con l'assenza e la debolezza del Papato.
Il feudo seguì le alterne fortune dei suoi proprietari per tutto il XV secolo. Nel 1436, durante la guerra tra papa Eugenio IV ed i Colonna (di cui i Savelli erano alleati, assieme ai Prefetti di Vico, in funzione anti-Orsini), il castello fu raso al suolo dal cardinale Giovanni Maria Vitelleschi, comandante in campo dell'esercito pontificio. Fu nuovamente tolto ai Savelli da Sisto IV nel 1482, durante la guerra tra lo Stato della Chiesa ed il Regno di Napoli; ed infine i Savelli, al pari di tutte le altre famiglie baronali romani ostili ai Borgia, furono spogliati di tutti i loro feudi da Alessandro VI, che nel 1501 li donò ai propri nipoti.
Alla morte di papa Borgia, nel 1503, i Savelli rientrarono in possesso del feudo. La potente famiglia tuttavia si trovò in una pessima situazione economica, e più volte vendette il castello, salvo riacquistarlo con diritto di prelazione. Nel 1585 il feudo di Castel Gandolfo fu elevato a ducato; tuttavia, la situazione debitoria dei Savelli era ormai così compromessa che undici anni dopo, nel 1596, la Camera Apostolica pignorò il feudo in cambio del pagamento di 150.000 fiorini ai creditori dei principi decaduti.
Di fronte alle insistenze dei Savelli nel tornare in proprietà del feudo e nel cedere le restanti quote di proprietà, papa Clemente VIII si indispettì, dichiarò Castel Gandolfo bene inalienabile della Santa Sede (1604), fece sequestrare alcune proprietà dei Savelli (tra cui Palombara Sabina) e fece collocare sulla facciata del palazzo baronale una significativa lapide che recita: Qui potenti minora negat, maiora permittit ("Chi nega al potente le cose più piccole, poi gli consente quelle più grandi"), oggi murata sulla facciata interna del Palazzo Pontificio dalla parte dei giardini.

### Il periodo camerario: da Urbano VIII al 1798

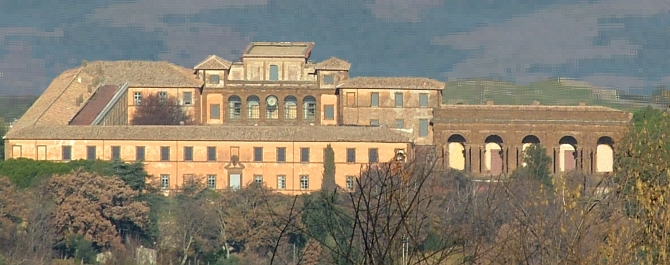
Villa Mondragone, residenza papale "abortita" sulle colline tra Frascati e Monte Porzio Catone

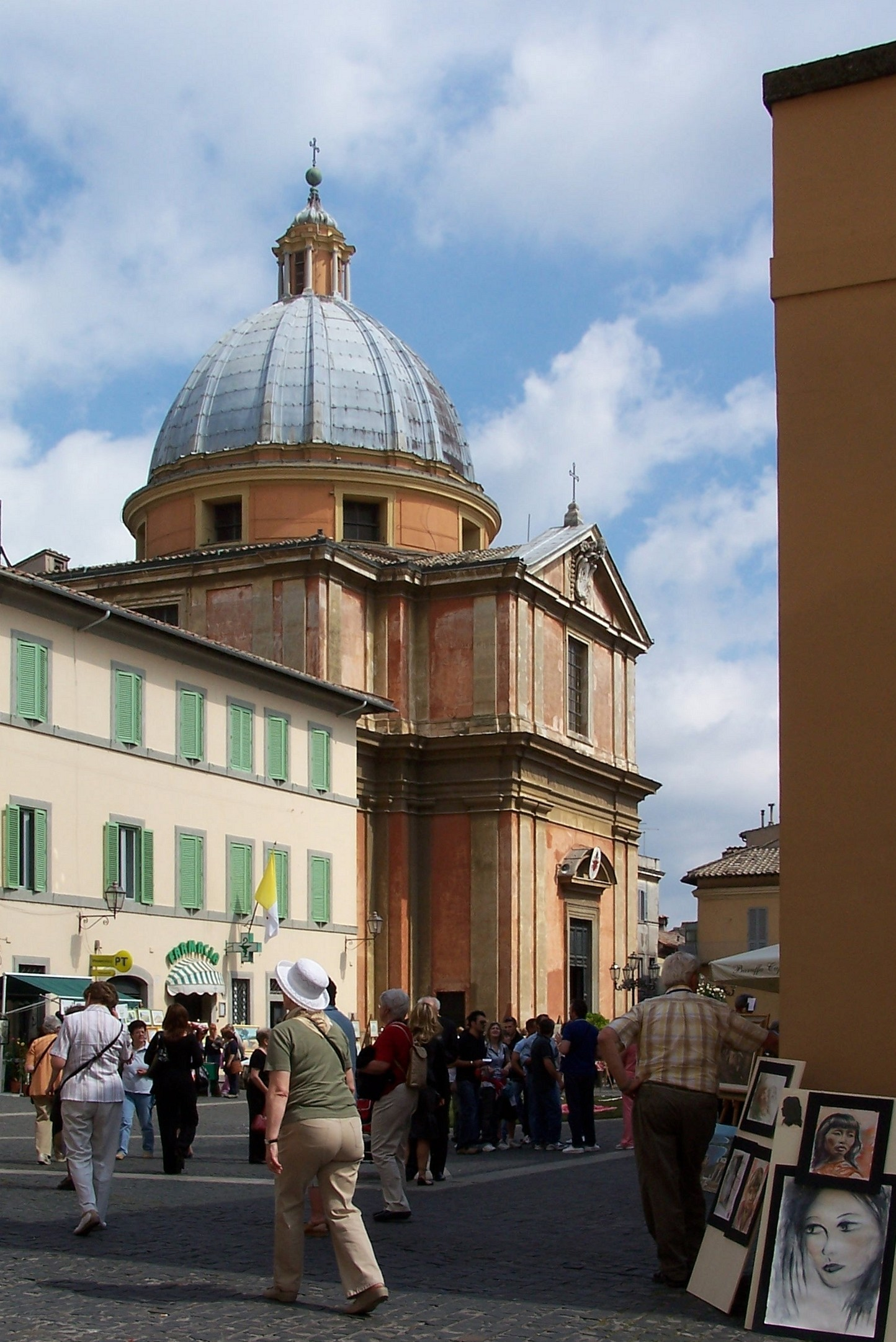
La collegiata di San Tommaso da Villanova, progettata da Gian Lorenzo Bernini nel 1658-1661. Bernini, sempre su commissione dei Chigi, lavorò anche nella vicina Ariccia alla collegiata di Santa Maria Assunta (1663-1665). Si è notato come, mentre a Castel Gandolfo egli ha realizzato una chiesa a croce greca con una forte spinta verticale, ad Ariccia abbia preferito realizzare una chiesa a pianta circolare più orizzontale, inserita nella scenografia barocca di piazza di Corte.

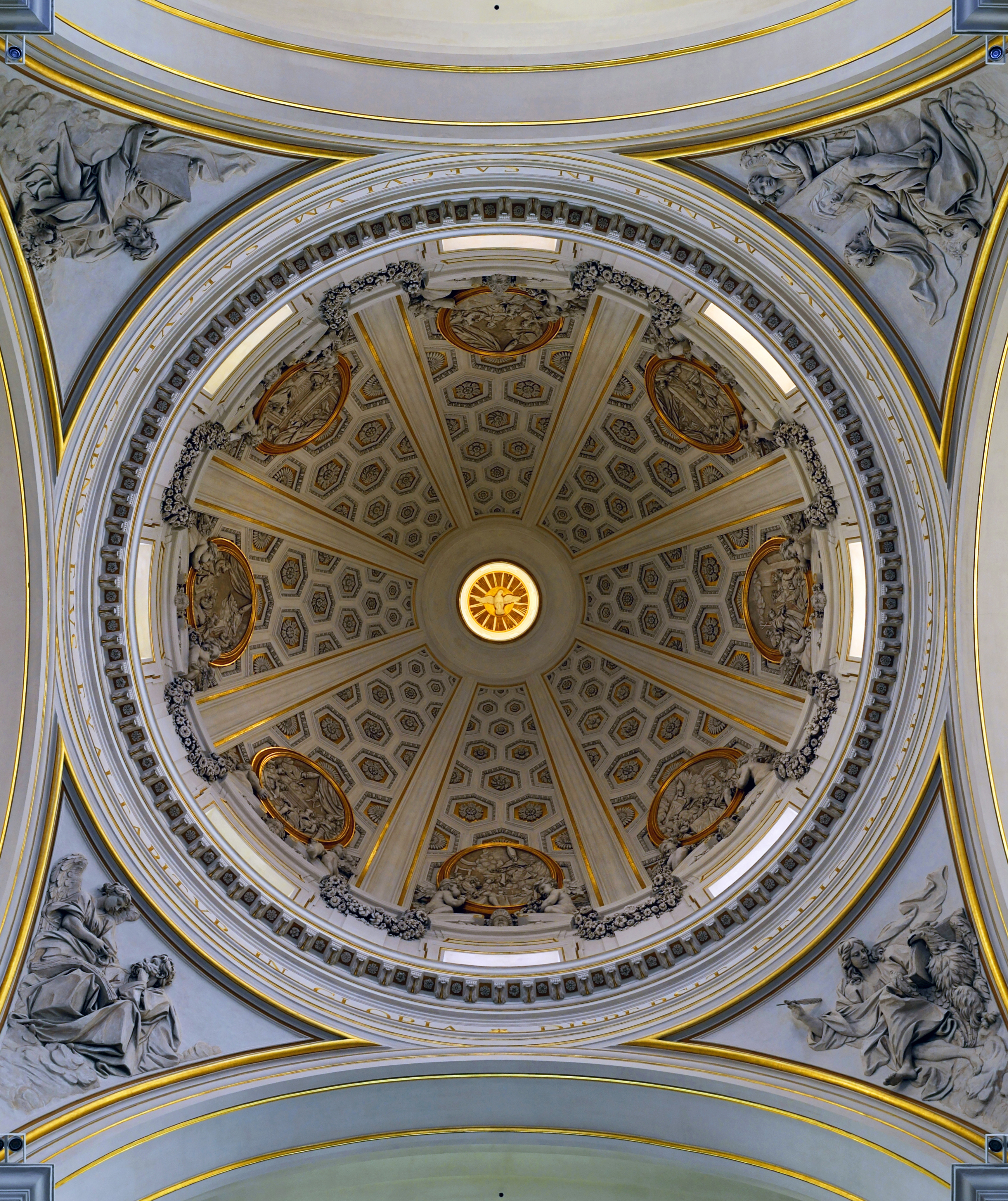
Gli stucchi della cupola berniniana della collegiata, opera di Antonio Raggi

I papi, tornati a Roma dopo il periodo della "Cattività avignonese" (1309-1377) e lo Scisma d'Occidente (1378-1417), presero l'usanza di allontanarsi dall'Urbe in alcuni periodi dell'anno. Papa Martino V (1417-1431) amava recarsi nel feudo natale di Genazzano, di proprietà della sua famiglia, i Colonna; il suo successore, papa Eugenio IV (1431-1447) fu troppo preso dalle lotte senza tregua contro i baroni romani, che lo costrinsero anche a fuggire (ma non per villeggiare) a Firenze; papa Niccolò V (1447-1455) iniziò la costruzione del complesso papale sul Vaticano, fuori le mura Aureliane ed in posizione più salubre del Laterano. Il papa umanista, Pio II (1458-1464), amò viaggiare e descrisse i luoghi visitati nei dotti "Commentarii" latini. Papa Paolo II (1464-1471) frequentò palazzo Venezia; papa Sisto IV (1471-1484) iniziò a frequentare il castello della Magliana, fatto costruire da suo nipote Girolamo Riario: ed i suoi successori Innocenzo VIII, Alessandro VI, Giulio II e Leone X continuarono a frequentarlo. Papa Clemente VII (1523-1534) si fece costruire sulle pendici di Monte Mario Villa Madama.
Il primo pontefice a scegliere i Colli Albani per stabilire la propria residenza suburbana fu Paolo III (1534-1549), che stabilì la sua residenza a villa Rufina, oggi Falconieri, a Frascati, sede vescovile suburbicaria di cui era stato cardinale vescovo. Tuttavia abitò la villa solo per brevi periodi, poiché andava più spesso nei feudi della sua famiglia, i Farnese, in Tuscia.
Il primo papa che villeggiò a Castel Gandolfo fu Urbano VIII, al secolo Maffeo Barberini. Il cardinal Barberini infatti già possedeva a Castel Gandolfo un appartamento, fuori le mura presso la porta Romana: e da papa pensò di continuare le sue villeggiature castellane, adeguandosi alla nuova dignità. Perciò incaricò Carlo Maderno, assistito da Bartolomeo Breccioli e Domenico Castelli, di riadattare ed ampliare l'antico castello e palazzo baronale dei Gandolfi e dei Savelli alla nuova funzione di Palazzo Pontificio: fu costruita una nuova ala rivolta verso il lago, e fu piantato il giardino retrostante, non grandissimo, sostanzialmente immutato da allora. Sotto il pontificato di Urbano VIII furono progettate le due "gallerie" di Sotto e di Sopra, così chiamate per via delle folte querce che creavano quasi una "galleria" di foglie sulla strada. I lavori dovettero terminare entro il 1629, quando fu coniata una medaglia commemorativa della nuova "suburbana aedes pontificum", come riporta Gaetano Moroni nel suo "Dizionario di erudizione storico-ecclesiastica".
Il 10 maggio 1626 Urbano VIII partì per la sua prima villeggiatura verso Castel Gandolfo. In quello stesso anno, Urbano VIII fu anche il primo papa a firmare un documento ufficiale con la dicitura (di suo conio) "ex arce Gandulphi". L'anno seguente, il 24 ottobre 1627, celebrò nella cappella del Palazzo Pontificio il matrimonio tra suo nipote Taddeo Barberini ed Anna Colonna, figlia del principe Filippo I Colonna, duca di Paliano e della vicina Marino, nel cui palazzo Colonna gli ospiti ebbero servita una cena fastosa, e gli sposini trascorsero la loro prima notte di nozze. Nel 1628 lo stesso Taddeo acquistò alcuni terreni presso la Villa Pontificia, e nel 1631 la vicina villa di monsignor Scipione Visconti: nacque così villa Barberini. Urbano VIII smise di villeggiare a Castel Gandolfo nel 1637, dopo una seria malattia. Il suo successore, Innocenzo X (1644-1655), non andò mai a Castel Gandolfo.
Papa Alessandro VII (1655-1667), al secolo Flavio Chigi, tornò ad utilizzare la Villa castellana, recandovisi per la prima volta nel 1656. Commissionò a Gian Lorenzo Bernini l'ampliamento del Palazzo Pontificio e la costruzione della nuova collegiata di San Tommaso da Villanova, dedicata a Tommaso da Villanova, da lui canonizzato nel 1658. Nel 1662, Alessandro VII commissionò al frate minore osservante Giorgio Marziale, già aiutante del Bernini, la risistemazione della strada che dal convento di Santa Maria ad Nives di Palazzolo girava intorno al lago da sud fino alla galleria di Sopra ed a Castel Gandolfo, strada che venne ribattezzata "via Alessandrina". Gaetano Moroni riporta una medaglia celebrativa dei lavori promossi dal papa a Castel Gandolfo coniata nel 1660.
Dopo Alessandro VII, nessun papa tornò a villeggiare a Castel Gandolfo per quarantaquattro anni. Solo Innocenzo XI (1691-1700), trovandosi a passare mentre andava a visitare Anzio e Nettuno, passò una notte nel Palazzo Pontificio: ma era una sera piovosa e nebbiosa, ed il posto gli fece tanta impressione che non volle più tornarvi.
Clemente XI (1700-1721) vi tornò a villeggiare nel maggio 1710 su consiglio dell'archiatra monsignor Giovanni Maria Lancisi, dopo una malattia, e tornò a Castel Gandolfo fino al 1715. Nel 1710 conferì al paese il titolo di Villa Pontificia, che di fatto equiparava gli abitanti a quelli dei Sacri Palazzi Apostolici nel Vaticano, ponendo il feudo sotto l'amministrazione del maggiordomo dei Sacri Palazzi.
Questo privilegio generò una piccola controversia legale, sciolta da papa Benedetto XIII con la costituzione apostolica "Aequitatis" del 24 settembre 1728, che confermò la giurisdizione di Castel Gandolfo all'allora maggiordomo Camillo Cybo-Malaspina. Castel Gandolfo conservò questo status particolare fino alla fine dello Stato Pontificio nel 1870, a parte la breve parentesi repubblicana (1798-1799) e quella napoleonica (1807-1814).
Dopo Clemente XI, passarono altri venticinque anni senza che nessun papa villeggiasse a Castel Gandolfo: solo Benedetto XIII (1724-1730) vi volle passare, il 7 giugno 1729, di ritorno dalla visita all'exclave pontificia di Benevento, durante la quale si era fermato a pernottare ad Albano.
Papa Benedetto XIV (1740-1758) tornò a villeggiare assiduamente nella Villa Pontificia tra il 1741 ed il 1756: egli tra l'altro fu il papa che emanò più documenti ufficiali "ex arce Gandulphi". Sotto il suo pontificato gli interni del Palazzo Pontificio furono affrescati da Pier Leone Ghezzi (1747) e fu costruita la nuova loggia delle Benedizioni con il campaniletto a vela che domina la facciata del palazzo (1749).
Anche i suoi successori, Clemente XIII (1758-1769) e Clemente XIV (1769-1774), salirono abitualmente a Castel Gandolfo. Clemente XIV in particolare amava galoppare a cavallo per i boschi libero dalla scorta e dal seguito, passione a cui dovette rinunciare nel 1770 dopo due cadute da cavallo nel vallone che separa villa Cybo da villa Barberini. Nel 1773 concluse l'acquisto dei tre ettari di villa Cybo, la proprietà adiacente alla Villa Pontificia, pagandola 18.000 scudi al duca di Bracciano Livio Odescalchi. Questi aveva a sua volta comprato la villa dagli eredi di Camillo Cybo-Malaspina, primo governatore di Castel Gandolfo in quanto Maggiordomo dei Sacri Palazzi, morto nel 1743.

### L'ultimo sessantennio di dominio pontificio (1798-1870)

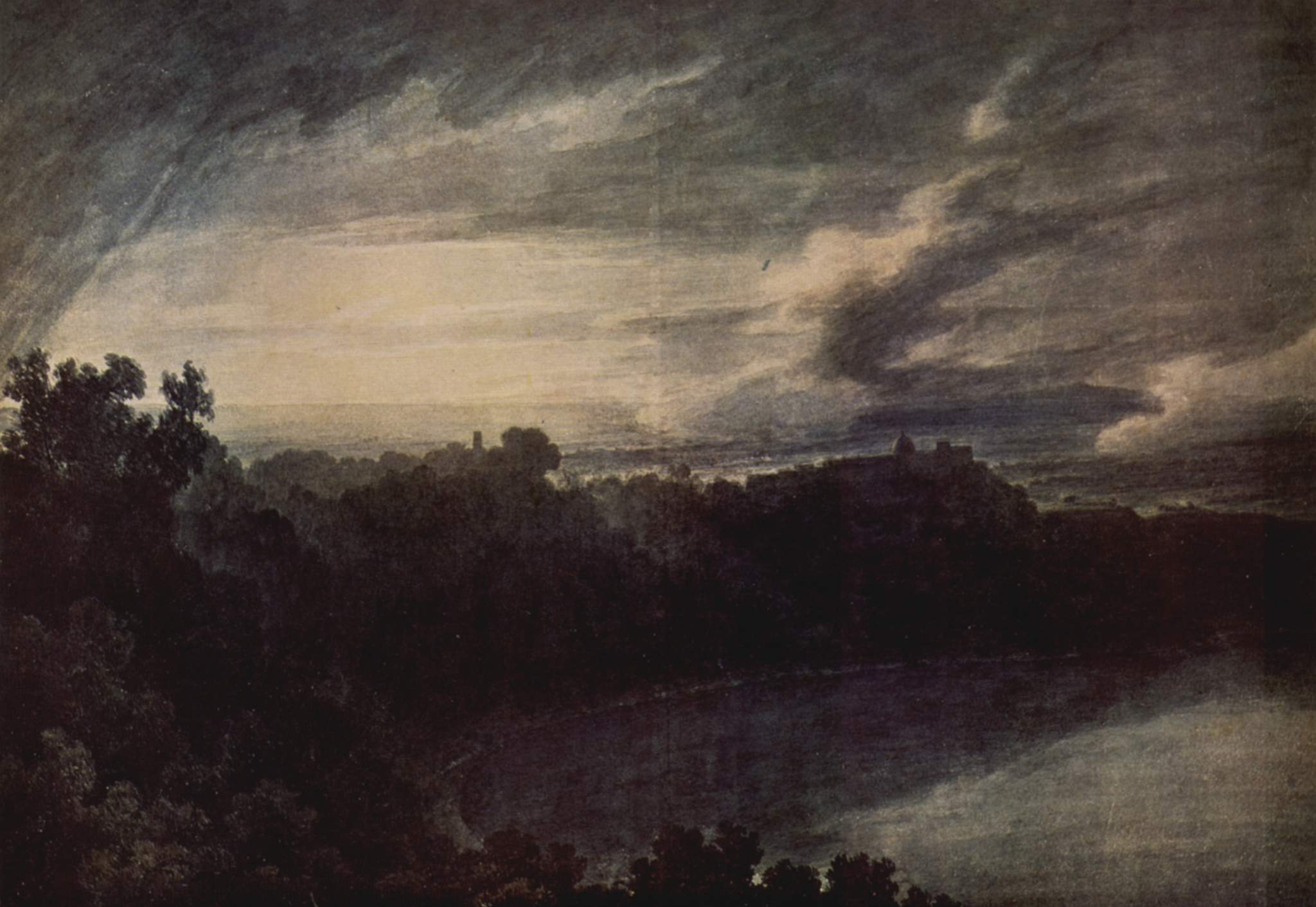
John Robert Cozens, The Lake of Albano with Castel gandolfo (1777 circa), Londra, collezione privata

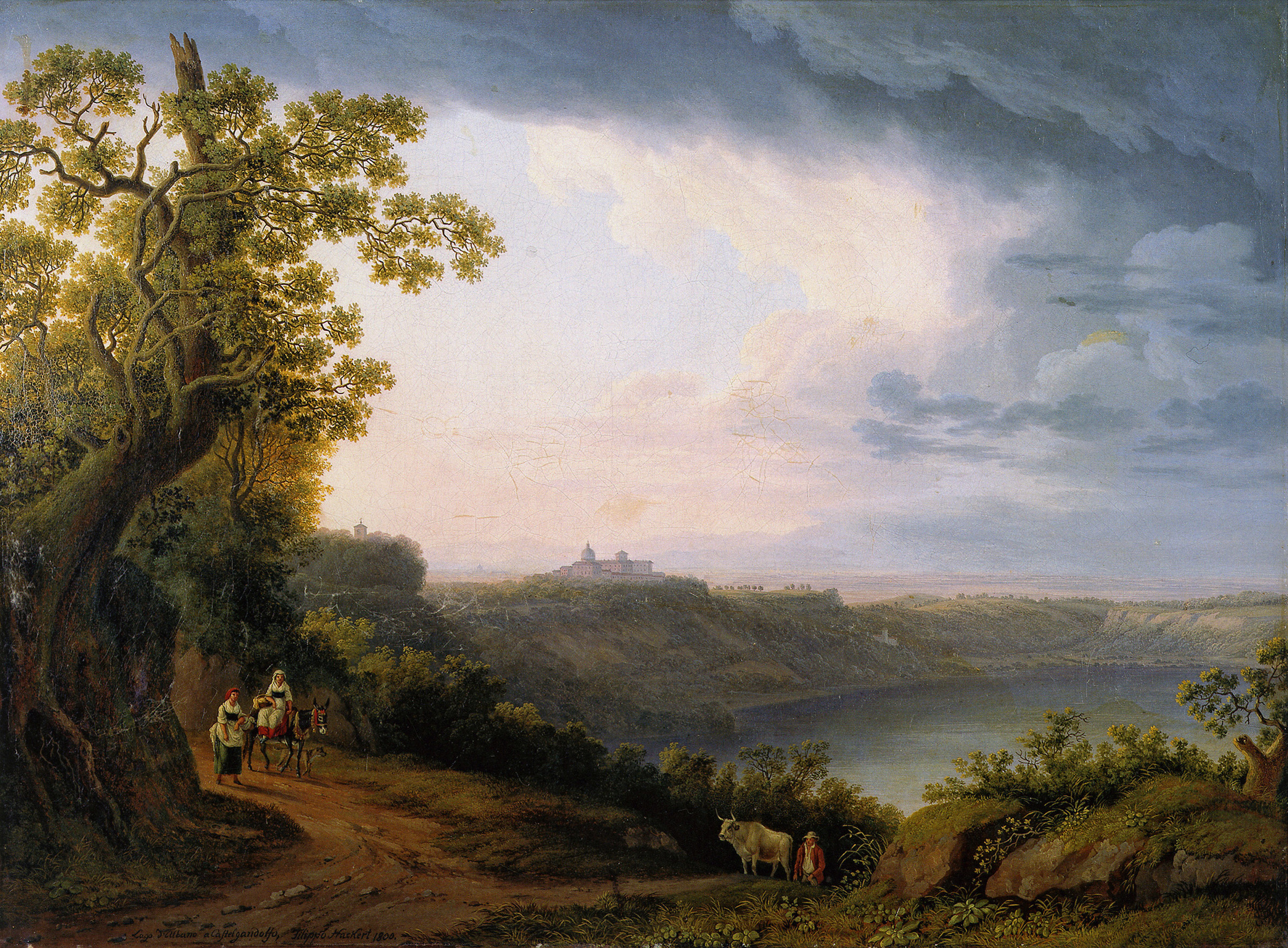
Jakob Philipp Hackert, Blick auf den Albaner See mit Castel Gandolfo (1800), Düsseldorf, Kunstakademie Düsseldorf

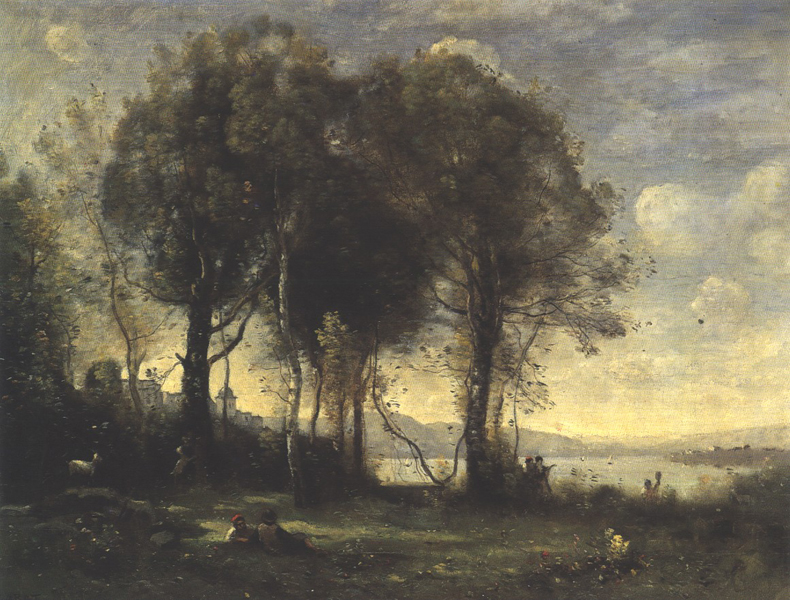
Jean-Baptiste Camille Corot, Le chevriers de Castel Gandolfo (1866), Caen, Musée des Beaux-Arts de Caen

Papa Pio VI (1775-1799) non venne mai a Castel Gandolfo, anche a causa degli sconvolgimenti politici che turbarono il suo regno dopo la Rivoluzione francese del 1789. Infatti nella notte tra il 9 ed il 10 febbraio 1798 il generale francese Louis Alexandre Berthier entrò a Roma; il 15 febbraio venne proclamata la Repubblica Romana; il 19 febbraio il papa fu costretto ad abbandonare l'Urbe diretto in Francia (morì nell'agosto 1799 a Valence, nel dipartimento della Drôme).
Nel frattempo, alcune cittadine dei Colli Albani (Albano, Frascati, Velletri, in seguito Marino) avevano innalzato anch'esse l'albero della libertà, proclamando delle "repubbliche sorelle" di quella Romana. Però, quando la popolazione iniziò ad incontrare i primi inconvenienti di una libertà acquistata tanto rapidamente per mezzo di un intervento straniero, cominciarono le prime sommosse controrivoluzionarie. Già il 25 febbraio i trasteverini insorsero al grido di "Viva Maria! Viva il papa!": la notizia dei tumulti si diffuse rapidamente fuori le mura Aureliane, e così Albano, Velletri e Castel Gandolfo insorsero contro il governo repubblicano. Immediatamente da Roma il generale Jean Étienne Championnet, nuovo comandante francese della piazza dopo la promozione di Berthier all'armata d'Inghilterra, inviò Gioacchino Murat a reprimere le rivolte. In appoggio ai francesi giunsero alcuni volontari marinesi comandati dal frascatano Bartolomeo Bona, che fecero da guida ai francesi. Lo scontro con i controrivoluzionari avvenne il 28 febbraio 1798 sulla via Appia presso Due Santi, in territorio di Marino, ed è noto come "battaglia di Frattocchie": ovviamente, i ribelli male armati furono dispersi, e Murat salì a Castel Gandolfo, vincendo l'accanita resistenza dei controrivoluzionari barricatisi nel Palazzo Pontificio, che fu saccheggiato. Poi attaccò Albano, che si arrese dopo una debole resistenza: le cronache dell'epoca raccontano che i francesi riportarono a Roma tegami, materassi, argenteria saccheggiati che rivendettero nei giorni successivi in piazza San Pietro, e che i giornali repubblicani dell'Urbe fecero passare per "le spoglie del nemico vinto".
I francesi abbandonarono Roma sotto l'incalzare di truppe anglo-napoletane il 29 novembre 1798, salvo riconquistare la città il 7 dicembre ed avanzare fino a Napoli, dove Championnet instaurò la Repubblica Partenopea. Incalzati un'altra volta dall'avanzata dei sanfedisti, capitanati dal cardinale Fabrizio Ruffo di Calabria, i francesi abbandonarono Napoli e poi Roma, definitivamente, nel settembre 1799.
Dopo la morte in deportazione di Pio VI in Francia, il soglio pontificio rimase vacante per sette mesi, finché i cardinali non si radunarono a Venezia e nel marzo 1800 elessero papa Pio VII (1800-1823). Questi tornò a Castel Gandolfo nel 1803, nel 1804 e nel 1805, dopo aver fatto risistemare il palazzo sconvolto.
Nel 1809 i francesi riconquistarono Roma, il Lazio fu annesso all'Impero napoleonico ed il papa deportato a Fontainebleau. Pio VII poté rientrare nell'Urbe nel marzo 1814, e già ad ottobre tornò a villeggiare a Castel Gandolfo, ricevendovi ospiti illustri come Maria Luisa di Borbone-Spagna, già regina d'Etruria e madre di Carlo II di Parma, ed il re di Sardegna Carlo Emanuele IV di Savoia con l'allora ministro di Sardegna a Roma Cesare d'Azeglio ed il figlio Massimo".
Alla morte di Pio VII, per sette anni i suoi successori non tornarono a Castel Gandolfo. Leone XII (1823-1829) passò per il paese solo una volta, il 21 ottobre 1824, diretto al convento dei Cappuccini di Albano; Pio VIII (1829-1830) avrebbe voluto villeggiarvi, ma regnò solo venti mesi: ad ogni modo in previsione di una sua presenza furono compiuti importanti lavori di risistemazione del giardino e delle condutture dell'acqua.
Gregorio XVI (1831-1846) invece amò particolarmente soggiornare a Castel Gandolfo, e da lì spostarsi anche per visitare i paesi vicini. Villeggiò abitualmente presso la Villa Pontificia ogni anno fino alla morte, facendo curare importanti opere di risistemazione stradale. Questa sua attitudine attirò l'ironia di Giuseppe Gioacchino Belli ("Sonetti" 943 ed altri).
Pio IX (1846-1878) fu l'ultimo "papa-re" a villeggiare fuori Roma: l'ultimo suo soggiorno castellano durò dal 28 al 31 maggio 1869, durante il quale il papa volle visitare il santuario del Santissimo Crocifisso di Nemi. In seguito rientrò a Roma per il Concilio Vaticano I, e non ne uscì più fino alla morte, in reclusione volontaria dopo che il Regno d'Italia il 20 settembre 1870 entrò in Roma manu militari, riunendo il Lazio ancora pontificio al resto della nazione.

### Dalla "questione romana" al Concordato
Nonostante i ripetuti tentativi da parte dei governi italiani di arrivare ad una conciliazione con la Santa Sede (come la legge delle Guarentigie del 1871), i successori di Pio IX continuarono a rifiutare ogni risoluzione loro proposta da parte italiana, pur ammorbidendo la propria posizione verso l'Italia ormai unita (ad esempio con l'enciclica Il Fermo Proposito del 1905, l'Unione Elettorale dei Cattolici Italiani del 1910, il patto Gentiloni del 1913).
Tuttavia, i papi continuarono a considerarsi di fatto prigionieri nella Città del Vaticano. Leone XIII (1878-1903) soprannominò la Torre Gregoriana delle mura Leonine "il piccolo Castel Gandolfo", Pio X e Benedetto XV continuarono a dimostrare la loro vicinanza agli ex-sudditi di Castel Gandolfo facendo costruire presso il paese due palazzi di edilizia popolare.
La risoluzione della Questione romana arrivò solo con la firma dei Patti Lateranensi, avvenuta l'11 febbraio 1929. Il suo principale promotore, Benito Mussolini, si rese disponibile a concessioni che i precedenti governi liberali non avrebbero mai fatto, e convinse Vittorio Emanuele III ad accettare l'accordo. Fu riconosciuto come nuovo Stato sovrano lo Stato della Città del Vaticano, cui furono pure concesse svariate zone extraterritoriali a Roma e non solo.
Tra esse, anche i 55 ettari della Villa Pontificia di Castel Gandolfo con le pertinenze di villa Cybo e villa Barberini (quest'ultima fino ad allora estranea al complesso pontificio). Inoltre, lo Stato italiano si impegnò a risarcire la Santa Sede dei danni causati dalla fine del potere temporale con 1 miliardo e 750 milioni di lire più un altro miliardo in titoli di Stato con rendimento assicurato al 5%. Fu concessa alla Città del Vaticano l'esenzione dai dazi e dalle tasse.
Il complesso delle Ville Pontificie fu ulteriormente ampliato con l'acquisto di alcuni terreni verso Albano per impiantarvi un'azienda agricola, ancor oggi in funzione per soddisfare il fabbisogno interno del Vaticano. Papa Pio XI (1922-1939) volle subito far ripristinare il complesso delle Ville Pontificie, portandovi luce elettrica, telefono e servizi: i lavori incominciarono nel 1931, ed andarono avanti almeno fino al 1939, durante questi interventi, venne costruito l'attuale cancello verso Roma, in sostituzione dell'antico portale disegnato dal Bernini. Tuttavia il papa soggiornò nel Palazzo Pontificio già a partire dal 1934.
Nel 1933 il celebre osservatorio astronomico dei gesuiti, la Specola Vaticana, fu spostata a Castel Gandolfo, perché a Roma il cielo notturno era sempre più inquinato dall'illuminazione artificiale. La Specola, originariamente collocata nell'edificio del Collegio Romano al rione Pigna, dal 1891 si era trasferita in Vaticano presso la summenzionata Torre Gregoriana, all'epoca rivolta verso l'aperta campagna.

### La seconda guerra mondiale

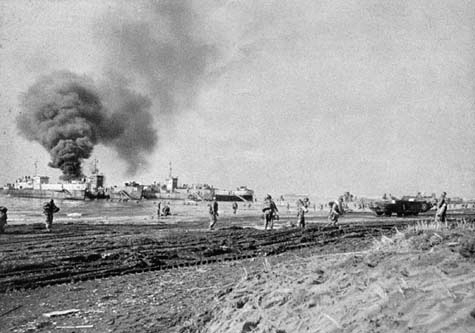
La testa di ponte di Anzio (Sbarco di Anzio)

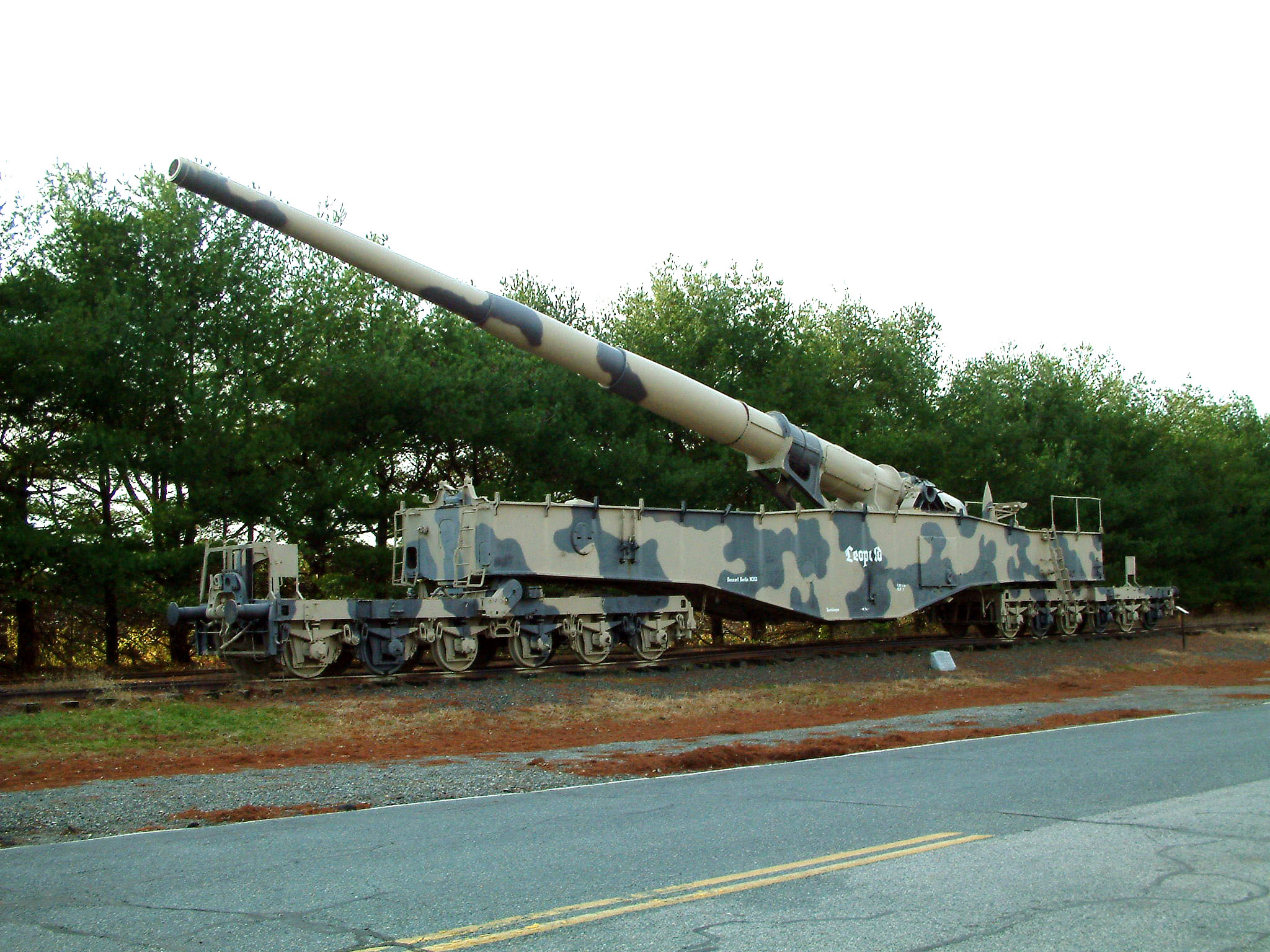
"Anzio Annie", uno dei due cannoni ferroviari tedeschi Krupp K5 da 238 mm nascosti nei dintorni di Ciampino, che furono uno dei principali obiettivi dei bombardamenti anglo-americani, ma senza successo. Ribattezzati "Anzio Annie" ed "Anzio Express" dagli Alleati, ogni loro colpo faceva tremare le case anche a chilometri di distanza. Oggi "Anzio Annie" è esposto ad Aberdeen, nel Maryland. "Anzio Express" invece è esposto in Francia, ad Audinghen, Nord-Passo di Calais. I tedeschi li chiamavano rispettivamente "Leopold" e "Robert".

Pio XII venne eletto papa nel marzo 1939, e promulgò la sua prima enciclica, Summi Pontificatus, proprio "ex arce Gandulphi" il 20 ottobre 1939. Da un mese era scoppiata la seconda guerra mondiale.
L'Italia entrò in guerra solo nel giugno 1940, ma a Roma i primi eventi bellici si verificarono solo a partire dal luglio 1943, dopo la sconfitta totale dell'esercito italo-tedesco sui fronti africani e lo sbarco in Sicilia. L'aeroporto di Roma-Ciampino fu bombardato per la prima volta dagli anglo-americani lo stesso giorno del bombardamento di Roma, il 19 luglio; Frascati, sede del comandante tedesco nel Mediterraneo feldmaresciallo Albert Kesselring, fu bombardata l'8 settembre 1943, proprio nel giorno dell'armistizio.
Le truppe italiane lasciate a difendere Roma da una spedizione punitiva tedesca, seppure in superiorità numerica, non riuscirono nel loro compito a causa della mancanza di informazioni e di ordini da parte dei comandi militari. Il re ed il nuovo presidente del Consiglio Pietro Badoglio fuggirono verso la Puglia già occupata dagli anglo-americani: migliaia di soldati italiani furono catturati dai tedeschi, in alcuni casi dopo aver opposto un'eroica quanto debole resistenza, come nel caso della divisione di fanteria "Piacenza" nella battaglia di Villa Doria ad Albano (9 settembre 1943).
Il 22 gennaio 1944 gli anglo-americani sbarcarono ad Anzio, creando una testa di ponte dietro il fronte tedesco della linea Gustav. I Castelli Romani si trovarono catapultati nelle retrovie del fronte tedesco, sottoposti a continui bombardamenti anglo-americani. Il 30 gennaio fu colpita Genzano, il 1º febbraio Albano ed Ariccia, il 2 febbraio Marino. La popolazione civile cercò rifugio nelle Ville Pontificie: l'allora direttore Emilio Bonomelli accolse tutti, e si calcola che nel corso del conflitto circa 12.000 persone siano state ospitate dentro le Ville, accampandosi nei giardini e nelle sale del Palazzo Pontificio. In quei mesi nelle Ville nacquero 16 bambini castellani e 18 albanensi, aiutati da medici volontari con l'aiuto delle poche attrezzature salvate dall'ospedale di Albano bombardato. Molti di loro furono chiamati Pio Eugenio, o Eugenia, per riconoscenza a papa Pio XII, al secolo Eugenio Pacelli.
Gli anglo-americani avevano più volte rassicurato la Santa Sede a proposito della salvaguardia delle istituzioni religiose e delle proprietà vaticane, che spesso erano anche beni di notevole rilevanza artistica ed architettonica. Tuttavia, il 5 febbraio arrivò al quartier generale alleato di Algeri la notizia che le Ville Pontificie di Castel Gandolfo fossero "piene zeppe di nazisti", e che i tedeschi attraversassero tranquillamente l'abitato con i loro mezzi. Il nunzio apostolico negli Stati Uniti d'America, monsignor Amleto Giovanni Cicognani, smentì categoricamente la voce, dichiarando che nessun soldato tedesco era stato ammesso nelle Ville Pontificie. Casomai, le Ville erano piene zeppe di profughi.
Il 10 febbraio 1944, tra le nove e le dieci del mattino, due ondate di "fortezze volanti" B-17 colpirono il collegio di Propaganda Fide, dentro villa Barberini, in piena zona extraterritoriale, facendo strage di civili inermi. I verbali della United States Army Air Force riportano una missione "strategica" su Albano, ma anche che altre missioni erano fallite a causa del brutto tempo. A giudicare dalle foto aeree scattate dai ricognitori alleati dopo il bombardamento, tirava molto vento, ed i bombardieri alleati potrebbero avere sbagliato bersaglio. Comunque non era la prima volta che veniva violata la neutralità pontificia: anche il 1º febbraio nel bombardamento di Albano era stato colpito il convento delle Clarisse di piazza Pia, incluso nel perimetro delle Ville, bombardamento in cui morirono 16 suore. E cinque giorni dopo Propaganda Fide, il 15 febbraio, ci fu il più noto bombardamento dell'abbazia di Montecassino durante la battaglia di Cassino. Una nuova incursione aerea, senza morti, ci fu il 23 maggio, in coincidenza con l'infuriare della lotta intorno ai Castelli Romani.
I bilanci ufficiali parlano di circa 500 morti, ma secondo alcuni sarebbero 700 o addirittura 1100: in realtà il numero di deceduti a Propaganda Fide non è mai stato accertato, a causa della lacunosità dei registri del Tribunale di Velletri e delle anagrafi comunali: solo a Castel Gandolfo sono state accertate 211 vittime. L'Associazione Famigliari Vittime di "Propaganda Fide", costituitasi nel 2008, ha lo scopo di ottenere dalla Corte internazionale di giustizia de L'Aia il riconoscimento del bombardamento di Propaganda Fide come crimine di guerra.
I profughi si allontanarono per qualche giorno dalle Ville, temendo nuovi bombardamenti: tuttavia ritornarono con l'avanzare del fronte alleato. Alla fine di maggio del 1944, dopo lo sfondamento del fronte della linea Gustav, i tedeschi allestirono la linea Caesar, che dal mare correva ai piedi dei Colli Albani passando per Velletri, Artena e Valmontone, tutte località selvaggiamente battute dalle bombe e dalle cannonate. Albano, Ariccia e Genzano in quella circostanza furono sfollate, e la popolazione si rifugiò in massa a Castel Gandolfo; l'ordine di sfollamento arrivò anche per la vicina Marino, ma fu evitato grazie al coraggio di Zaccaria Negroni, allora capo del Comitato di Liberazione Nazionale marinese. Fortunatamente, i Castelli evitarono le conseguenze di una durissima guerra di posizione quando nella notte tra il 3 ed il 4 giugno 1944 un reparto americano trovò una falla nel fronte tedesco sul monte Artemisio. Nel giro di ventiquattr'ore Roma fu occupata ed i tedeschi si ritirarono a nord.
Nel perimetro delle Ville Pontificie trovarono rifugio, tra gli altri, Alcide De Gasperi, l'ex-ministro fascista della Pubblica Istruzione Giuseppe Bottai, ufficiali e soldati sbandati della summenzionata divisione "Piacenza" di stanza ad Albano l'8 settembre 1943, anche partigiani comunisti come l'albanense Severino Spaccatrosi. Inoltre da diverse località della zona partivano veri e propri convogli, forniti di credenziali e lasciapassare per i tedeschi, che venivano a cercare farina e latte nella Ville Pontificie o nelle proprietà pontificie.

### Dal 1945 ad oggi

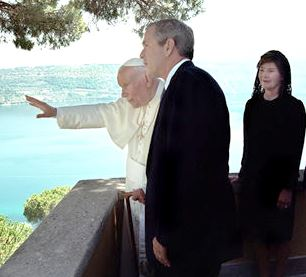
Papa Giovanni Paolo II ed il presidente degli Stati Uniti d'America George W. Bush con la moglie Laura affacciati ad una terrazza del palazzo sul lago Albano (23 luglio 2001)

Dopo la fine della guerra, Pio XII tornò a Castel Gandolfo appena fu reso nuovamente praticabile il complesso pontificio, il 22 agosto 1946. Papa Pacelli trascorse nelle Ville Pontificie quasi un terzo del suo pontificato, avviando l'usanza di ricevervi i pellegrini: poiché durante il Giubileo del 1950 la gran folla di pellegrini lo costringeva a tornare a Roma per le udienze, nel 1957 volle la costruzione di un'aula delle udienze nel giardino di villa Cybo, che fu inaugurata nel 1959. Però egli non la poté vedere ultimata, poiché morì durante la villeggiatura castellana, il 9 ottobre 1958: fu il primo papa a morire a Castel Gandolfo.
Nel 1948 il nuovo Stato repubblicano rinegoziò con la Santa Sede i confini della zona extraterritoriale delle Ville Pontificie allargandoli ulteriormente con i terreni acquistati negli anni Trenta sotto Pio XI a scopo di creare l'azienda agricola pontificia.
Anche papa Giovanni XXIII, nel suo pontificato breve ma intenso (1958-1963), fece sentire la sua presenza a Castel Gandolfo. Fu il primo papa ad uscire a piedi dal Palazzo Pontificio per recarsi alla dirimpettaia collegiata di San Tommaso da Villanova, 15 agosto 1959, per celebrare la solennità dell'Assunzione di Maria. Papa Roncalli lasciò per l'ultima volta Castel Gandolfo il 1º settembre 1962: un mese dopo aprì il Concilio Vaticano II, e poi morì, compianto da tutti come "il papa buono".
Con Paolo VI (1963-1978) la villeggiatura castellana era ormai diventata una prassi consueta. A partire dal Giubileo del 1975, il papa cominciò ad usare l'elicottero per spostarsi dal Vaticano a Castel Gandolfo: il viaggio dura solo una ventina di minuti, ed in questo modo si evitava di bloccare il traffico per motivi di sicurezza come succedeva al momento del passaggio del corteo papale. Il 22 settembre 1974 Pier Paolo Pasolini scrisse un articolo sul Corriere della Sera in cui commentava l'ormai abituale "discorsetto di Castel Gandolfo" che segue la recita dell'Angelus domenicale definendolo "storico", perché il papa avrebbe riconosciuto secondo lui che "il nuovo potere consumistico è completamente irreligioso; totalitario; violento; falsamente tollerante, anzi, più repressivo che mai; corruttore, degradante": perciò l'intellettuale marxista proponeva che la Chiesa cattolica si ponesse come guida "maestosa, ma non autoritaria" della resistenza al consumismo dilagante.
Paolo VI fu il secondo Papa in meno di vent'anni a morire a Castel Gandolfo: infatti si spense, dopo un improvviso aggravemento della sua condizione, il 6 agosto 1978. Fu allestita una camera ardente nel Palazzo Pontificio, finché il 9 agosto la bara non fu trasportata in Vaticano. Il pontificato del suo successore, Giovanni Paolo I, durò solo poco più di un mese e non fece in tempo a visitare Castel Gandolfo.
Giovanni Paolo II invece ebbe uno dei pontificati più lunghi della storia della Chiesa (1978-2005), e non mancò mai di villeggiare a Castel Gandolfo, neppure nell'ultimo periodo della sua dura malattia.
Papa Benedetto XVI si traferì a Castel Gandolfo tutte le estati del suo pontificato (2005-2013). Dal 28 febbraio 2013, giorno della rinuncia al papato, al successivo 2 maggio, diventò la residenza pro tempore del papa emerito, dopodiché si trasferì al Monastero Mater Ecclesiae in Vaticano. Benedetto XVI ritornò nel Palazzo Pontificio per un soggiorno di quindici giorni nel mese di luglio 2015.
Papa Francesco (2013-2025) invece non ha mai villeggiato a Castel Gandolfo, preferendo restare nella Domus Sanctae Marthae in Vaticano. Il 14 ottobre 2016 viene reso noto che il papa ha deciso di aprire al pubblico l'intero complesso delle Ville Pontificie, rendendole un museo.
Il 2 febbraio 2023 papa Francesco ha istituito il Centro di Alta Formazione Laudato Si’ (CeAF-LS), organismo scientifico, educativo e di attività sociale incaricandolo di offrire una formazione della persona integrale e nel rispetto dei principi dell'enciclica Laudato si', con particolare riguardo ai giovani e a coloro che vivono in condizione di vulnerabilità (cfr. Statuto, art.1).
Il progetto interessa i 55 ettari di zona extraterritoriale a Castel Gandolfo, divisi in 35 ettari di giardini e 20 ettari di terreno agricolo e zootecnico, serre ed edifici di servizio. L'effettiva presa in carico di tutto il perimetro da parte del CeAF-LS è avvenuta il 15 gennaio 2024.
In espletamento di tale compito, come indicato dal chirografo, il CeAF-LS si è impegnato a elaborare il progetto “Borgo Laudato Sì” con l’obiettivo di rendere applicabili i principi enunciati nell'enciclica Laudato si', ripresi in modo ancora più esplicito nell'esortazione apostolica Laudate Deum. Il CeAF-LS, coadiuvato da esperti nazionali e internazionali di altissimo livello, ha delineato innanzitutto le tre direttrici principali del progetto Borgo Laudato Si': l'educazione all'ecologia integrale, l'economia circolare e generativa e la sostenibilità ambientale. Per dare maggiore sostenibilità al progetto, il CeAF sta elaborando un modello di economia circolare fondato sulla condivisione, sul riutilizzo, sulla riparazione, sul ricondizionamento e sul riciclo. Fa parte del progetto la creazione di una comunità energetica fondata su fonti rinnovabili. In ogni attività verrà data grande importanza alla preservazione della biodiversità e alla armonica interazione tra essere umano e natura.
Il CeAF-LS sta proseguendo anche le attività di visita al Borgo Laudato Si' coniugando in una sola esperienza secoli di storia, bellezze naturali uniche e immersione nell’ecologia integrale. Si offre infatti un percorso immersivo, che permette ai visitatori di conoscere i principi della lettera enciclica Laudato Si', sperimentare la messa in pratica in un territorio, acquisendo così una consapevolezza esistenziale che possa promuovere una vera conversione ecologica.
Castel Gandolfo è tornato ad essere luogo di villeggiatura papale con Leone XIV (pontefice dal 2025), che ha però scelto come sua residenza Villa Barberini in luogo del Palazzo Pontificio.

## Descrizione

Zona extraterritoriale della Santa Sede in Castel Gandolfo e Albano Laziale

### Il Palazzo Pontificio
L'attuale Palazzo Pontificio è il frutto del restauro e dell'ampliamento dell'antico castello medioevale dei Gandolfi e poi del palazzo baronale dei Savelli. Ad oggi l'unica memoria di queste fasi è un brandello di affresco conservato negli appartamenti privati del papa.
Il primo intervento sulla struttura fu commissionato da Urbano VIII a Carlo Maderno. In seguito intervennero sull'edificio o sulle sue pertinenze Gian Lorenzo Bernini (sotto Alessandro VII) e, forse, Ferdinando Fuga (sotto papa Benedetto XIV).

#### La Specola Vaticana

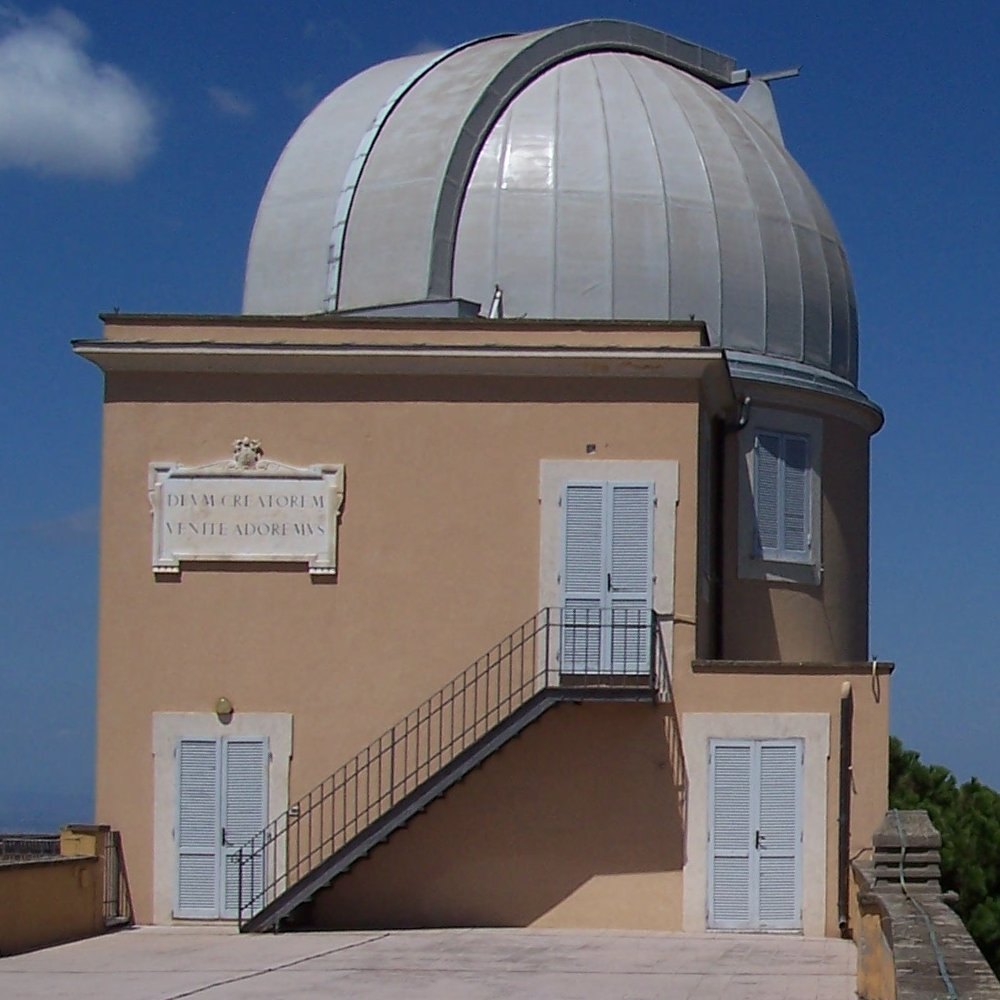
Una delle quattro cupole che coprono i telescopi dell'osservatorio

Tutta l'ala settentrionale del palazzo nel 1933 è stata adibita ad osservatorio astronomico per la Specola Vaticana.
L'osservatorio ha cinque telescopi Zeiss, alcuni dei quali distaccati a Villa Barberini, coperti da quattro caratteristiche cupole, che ormai rendono immediatamente riconoscibile anche da lontano il complesso pontificio. Solo uno è visuale, mentre gli altri sono fotografici.
In un piccolo museo sono conservati campioni di roccia di meteoriti e, tra essi, un campione di roccia lunare raccolto dalla missione Apollo XVII e donato dal presidente Richard Nixon a papa Paolo VI nel 1973.
In seguito all'aumento dell'inquinamento luminoso del 400% in trent'anni, dal 1995 i gesuiti sono stati costretti a trasferire gran parte delle attività dell'osservatorio sul monte Graham (3200 m s.l.m.) in Arizona, negli Stati Uniti d'America.

### Villa Cybo

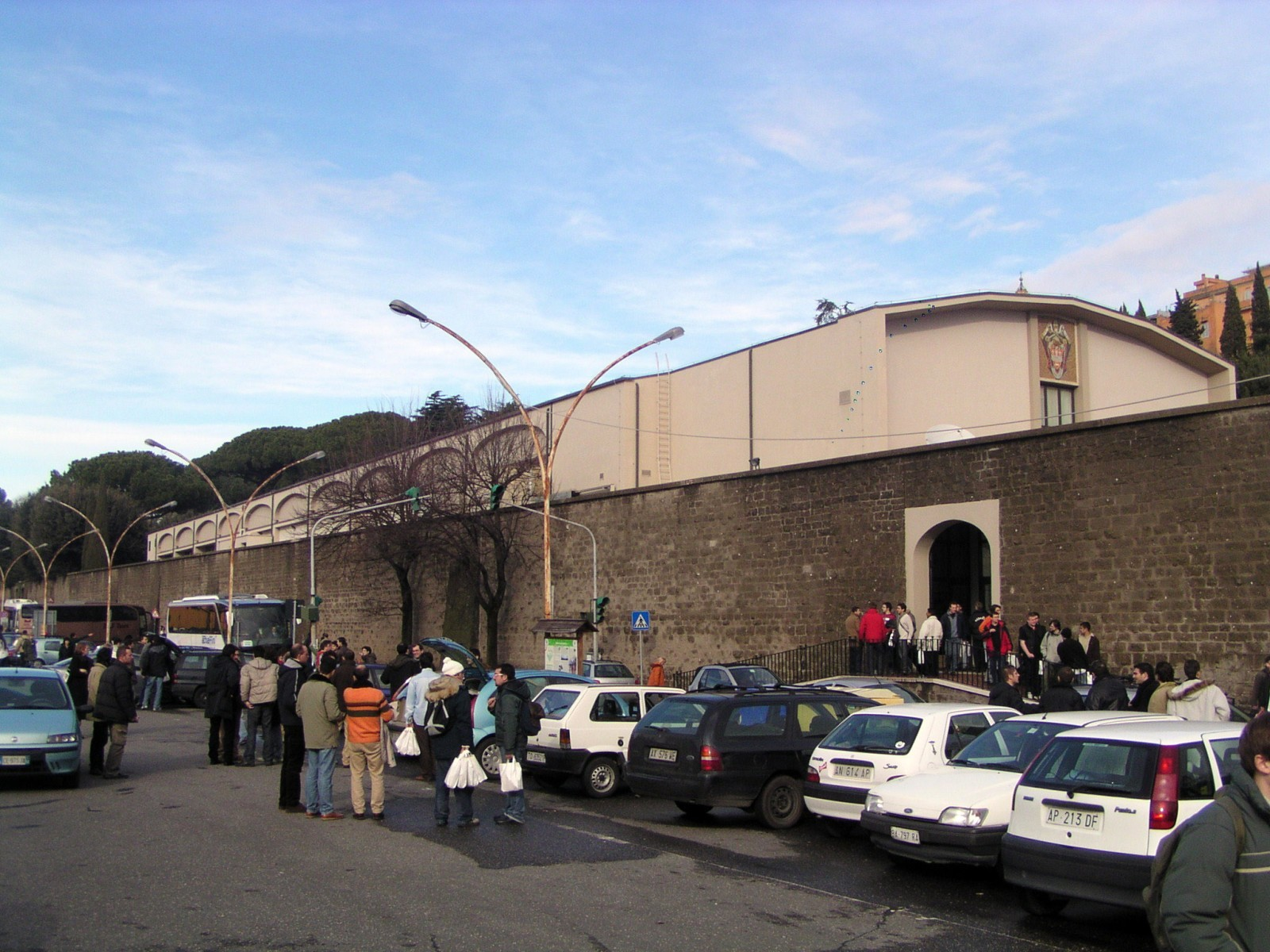
L'Aula delle udienze, oggi Centro Internazionale Mariapoli

La palazzina di questa villa venne progettata per sé stesso dall'architetto Francesco Fontana, nominato perito della Villa Pontificia da papa Clemente XI nel 1706, e pensò di costruirsi una villa accanto a quella Pontificia. Originariamente doveva essere collegata al corpo principale della villa ed al Palazzo Pontificio da un cavalcavia con galleria, che non fu realizzato.
Nel 1717 la villa fu acquistata dal cardinale Camillo Cybo-Malaspina, Maggiordomo dei Sacri Palazzi Apostolici e primo governatore di Castel Gandolfo. Dagli eredi di questi fu venduta per 18.000 scudi al duca di Bracciano Livio Odescalchi, che la vendette allo stesso prezzo nel 1773 a Clemente XIV, che la volle annettere alla primordiale Villa Pontificia.
Nel 1841 Gregorio XVI affidò la palazzina ai Fratelli delle Scuole Cristiane, ad uso di scuola maschile.
Nell'ambito della villa è stata costruita l'Aula delle udienze, voluta da Pio XII nel 1957, progettata dall'architetto Enrico Galeazzi ed inaugurato da Giovanni XXIII nel 1959.
Giovanni Paolo II l'ha affidata al Movimento dei Focolari, che hanno il Centro Internazionale nella vicina Rocca di Papa. Essi l'hanno ribattezzata "Centro Mariapoli", e la usano abitualmente a scopo di congressi che richiamano molti laici e consacrati.

### Villa Barberini

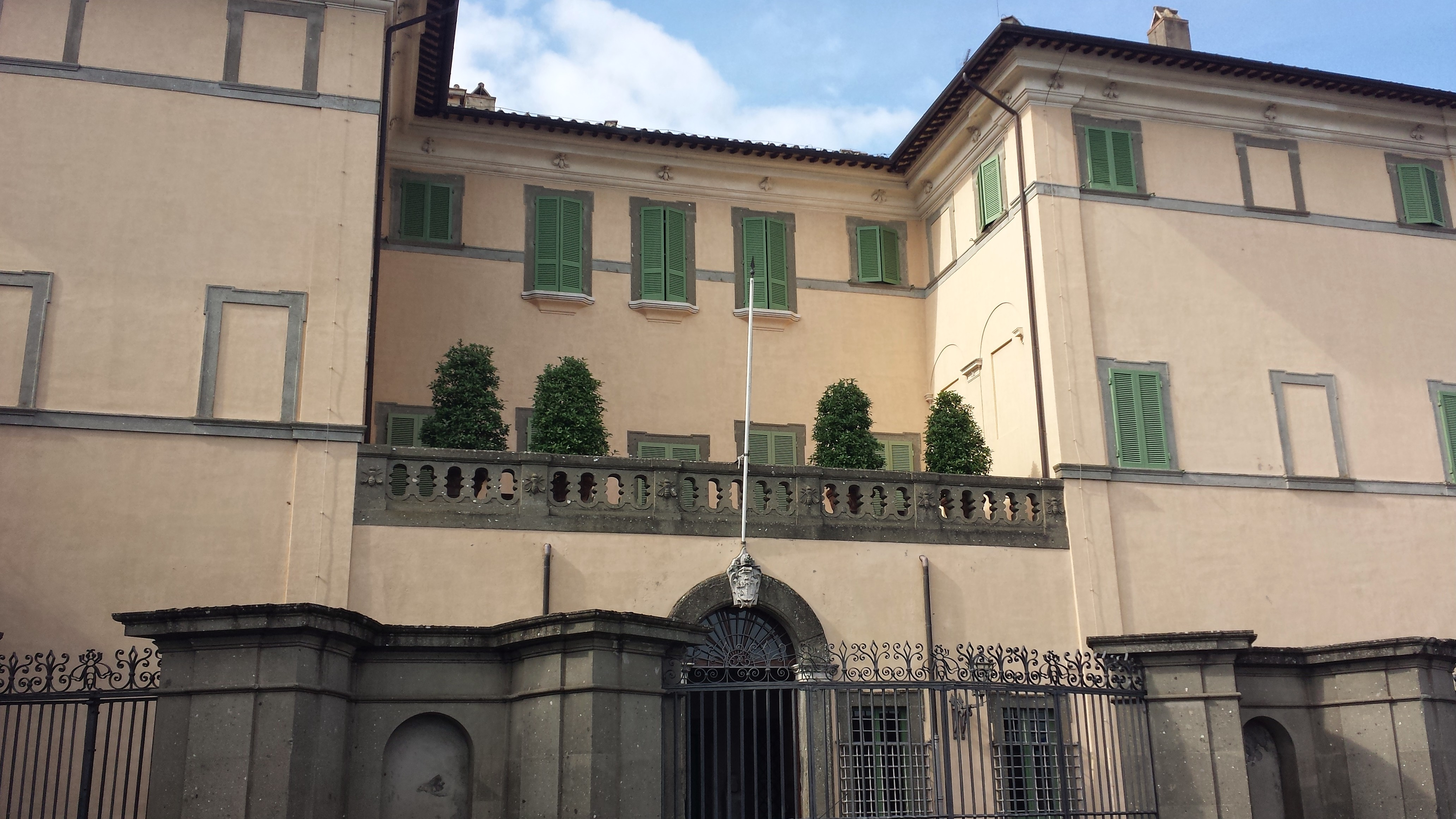
Villa Barberini

La villa fu costituita da Taddeo Barberini, nipote di Urbano VIII, acquistando due proprietà nel 1628 e nel 1631. I lavori per la costruzione della palazzina e per la sistemazione dei giardini, pare affidati a Gian Lorenzo Bernini, terminarono nel 1635. La palazzina consiste nell'ampliamento del preesistente casino di caccia di monsignor Scipione Visconti: ed in alcune parti della villa rimane ancora lo stemma del "biscione" dei Visconti milanesi.
Nella villa sono distaccati due telescopi Zeiss della Specola Vaticana, datati al 1935.
All'interno delle proprietà della villa si trovano abbondanti resti della zona residenziale e monumentale della villa di Domiziano, come ad esempio il teatro ed il criptoportico, l'ippodromo ed altre strutture minori.
La villa è collegata a villa Cybo ed al Palazzo Pontificio da un viadotto che scavalca il piccolo vallone dove si trova la confluenza (oggi semaforizzata) delle due Gallerie, di sopra e di sotto. Il viadotto fu costruito nel 1773, dopo che proprio in quel punto cadde da cavallo Clemente XIV, nel 1770, fratturandosi una spalla. Del viadotto è visibile da strada il tratto che attraversa la strada, detto popolarmente "Colonnato", risistemato sotto Pio XI con un rivestimento in bugne di peperino.
I muraglioni di recinzione della villa sono accompagnati dalle Gallerie di Sopra e di Sotto, le strade alberate (oggi in realtà molto rovinate) fatte risistemare da Urbano VIII tra il 1629 ed il 1631.
Tradizionalmente a disposizione del Cardinale Segretario di Stato, è oggi residenza estiva di papa Leone XIV.

### Collegio estivo di Propaganda Fide
L'ex-convento dei frati minori riformati ospita la sede distaccata estiva del Pontificio Collegio Urbano di Propaganda Fide.

### Il convento delle Clarisse di Albano
Il convento dell'Immacolata Concezione, popolarmente chiamato dagli albanensi "delle sepolte vive" o "delle monache Farnesiane", è abitato da monache clarisse di stretta osservanza. La sua fondazione fu autorizzata da papa Urbano VIII con bolla pontificia dell'8 settembre 1625, ma venne aperto solo nel 1631 grazie all'interessamento della principessa Caterina Savelli.
Il convento fu duramente colpito dai bombardamenti aerei anglo-americani del 1º febbraio 1944, che distrussero l'edificio uccidendo 16 suore. Oggi è stato ricostruito e si trova all'interno del perimetro delle Ville Pontificie. La comunità di clarisse si occupa tra l'altro della produzione delle ostie per buona parte della diocesi di Albano. Inoltre, le suore si dedicano a dipingere quadri sacri ed icone.
L'antistante Piazza Pia è la piazza più grande del centro storico di Albano, aperta nel Seicento nell'ambito della risistemazione urbanistica dell'abitato per la creazione del "tridente" di strade. Prese la sua attuale denominazione nel 1847, in memoria della visita di papa Pio IX ad Albano dell'anno precedente: la denominazione della piazza ha poi subito una serie di alterne vicende, che non ne hanno però mutato il nome popolarmente riconosciuto. La piazza è stata teatro di varie visite di pontefici dopo quella di Pio IX: dal cancello delle Ville Pontificie che dà sulla piazza, presidiato stabilmente dalle forze dell'ordine, sono infatti usciti Paolo VI nel 1963, Giovanni Paolo II nel 1982 e Benedetto XVI nel 2008.